# إميلي ستيفنز
إميلي ستيفنز (بالإنجليزية: Emily Stevens)‏ هي ممثلة أمريكية، ولدت في 27 فبراير 1882 بنيويورك في الولايات المتحدة، وتوفيت بنفس المكان في 3 يناير 1928.

## وصلات خارجية
- إميلي ستيفنز على موقع IMDb (الإنجليزية)
- إميلي ستيفنز على موقع قاعدة بيانات برودواي على الإنترنت (الإنجليزية)
- إميلي ستيفنز على موقع قاعدة بيانات الفيلم (الإنجليزية)